# ブッシ・スル・ティリーノ
ブッシ・スル・ティリーノ（イタリア語: Bussi sul Tirino）は、イタリア共和国アブルッツォ州ペスカーラ県にある、人口約2,400人の基礎自治体（コムーネ）。

## 地理

### 位置・広がり

#### 隣接コムーネ
隣接するコムーネは以下の通り。括弧内のAQはラクイラ県所属を示す。
- カペストラーノ (AQ)
- カスティリオーネ・ア・カザウリア
- コッレピエトロ (AQ)
- コルヴァーラ
- ナヴェッリ (AQ)
- ペスコザンソネスコ
- ポーポリ・テルメ
- トッコ・ダ・カザウリア